# Елдин Јакуповић
Елдин Јакуповић (Приједор СФРЈ, 2. октобар 1984 ) је професионални фудбалер са босанскохерцеговачким и швајцарским држављанаством. Игра на позицији голмана. Тренутно игра у Лестер Ситију.
Почео је играјући фудбал у швајцарским клубовима Билтен (1992 — 1998) и Нидерурнен (1998 — 1999).
Од 1999, играо је за Грасхоперу, за младу и другу екипу. Дебитовао је у првом тиму у сезони 2004/05. и одиграо 13 утакмица. Током лета 2005. године позајмљен је Тун из Туна да би помогао клубу у игрању у групној фази Лиге шампиона 2005/06.
Године 2006. прелази у Локомотиву из Москве, да би 30. августа 2007. био позајмљен Грасхоперу. По завршетку сезоне 2007/08. Грасхопер је продужио позајмницу за још једну сезону.
У марту 2007. је добио још један позив из Босне и Херцеговине против Норвешке, али није играо. Његов први позив за репрезентацију Босне и Херцеговине био је у августу 2005, против Белгије и Литваније.
Деби за репрезентацију Швајцарске био је 20. августа 2008, у пријатељској утакмици у против Кипра. Добио је позив за прве четири утакмице у Квалификацијама за Светско првенство 2010, али је напустио репрезентацију пре четврте утакмице из породичних разлога.

## Трофеји

### Лестер сити
- ФА куп (1) : 2020/21.